# Acide pinique
L'acide pinique est un acide dicarboxylique de formule brute C9H14O4 tiré de la résine qui constitue la partie non cristallisable de la colophane.
Il se dissout dans l'alcool, l'éther, les huiles grasses ou volatiles, mais il ne se dissout pas dans l'eau. 